# Shimakaze (contratorpedeiro de 1942)
O Shimakaze (島風) foi um contratorpedeiro operado pela Marinha Imperial Japonesa. Sua construção começou em agosto de 1941 no Arsenal Naval de Maizuru e foi lançado ao mar em julho de 1942, sendo comissionado na frota japonesa em maio do ano seguinte. Era armado com uma bateria principal composta por seis canhões de 127 milímetros e quinze tubos de torpedo de 610 milímetros, tinha um deslocamento carregado de 3,4 mil toneladas e conseguia alcançar uma velocidade máxima de quarenta nós, isto graças a um novo sistema de propulsão experimental.
O Shimakaze foi construído com a intenção de ser a primeira embarcação de uma nova classe, porém as dificuldades relacionadas à Segunda Guerra Mundial impediram a realização do plano. Ele participou da evacuação da campanha das Ilhas Aleutas logo depois de entrar em serviço e pelo ano seguinte atuou como escolta de embarcações entre diversas bases japonesas. O navio lutou na Batalha do Golfo de Leyte em outubro de 1944 e resgatou sobreviventes do Musashi e Maya, porém foi afundado no início de novembro na Batalha da Baía de Ormoc por ataques aéreos.

## Antecedentes
O Shimakaze foi encomendado em 1939, como parte do 4.º Programa de Suplementos de Armamentos Navais. O 5.º Programa de Suplementos de Armamentos Navais, de 1941, disponibilizou orçamento para mais dezesseis contratorpedeiros do mesmo tipo, com os planos de longo prazo sendo para que até 32 navios fossem construídos, o que seria suficiente para formar quatro esquadras. Essa nova classe foi designada pela Marinha Imperial Japonesa como "Tipo C". Entretanto, devido à complexidade do projeto, mais a escassez de capacidade e recursos industriais em decorrência da Guerra do Pacífico, todos os planos para uma Classe Shimakaze foram cancelados.

## Características
O projeto do Shimakaze era, em essência, uma versão alongada da Classe Yūgumo, com 7,6 metros a mais de comprimento para possibilitar a instalação de um lançador de torpedos a mais. O peso adicional fez com que a embarcação fosse muito pesada acima da linha d'água, assim nenhuma recarga de torpedos era carregada.
O contratorpedeiro tinha 129,5 metros de comprimento de fora a fora, calado de 4,15 metros e boca de 11,2 metros. Seu deslocamento padrão era de 2 610 tonelada, enquanto o deslocamento carregado ficava em 3,4 mil toneladas. Seu sistema de propulsão era experimental, tendo três novos modelos de caldeiras Kampon de alta temperatura e pressão, que por sua vez impulsionavam duas novas turbinas a vapor Kampon, que eram cinquenta por cento mais poderosas do que aquelas instaladas em outros contratorpedeiros japoneses contemporâneos. Esse sistema era capaz de gerar 80 360 cavalos-vapor (59,1 mil quilowatts) de potência. Esperava-se que o Shimakaze alcançasse uma velocidade máxima de 39 nós (72,2 quilômetros por hora), porém ele conseguiu chegar a 40,9 nós (75,75 quilômetros por hora) durante seus testes marítimos. Sua tripulação era de 267 oficiais e tripulantes.
A bateria principal do Shimakaze era composta por seis canhões Tipo 3, calibre 50, de 127 milímetros. Estes eram montados em três torres de artilharia duplas, uma na proa e duas na popa. Sua bateria antiaérea inicialmente tinha seis canhões Tipo 96, calibre 60, de 25 milímetros em duas montagens triplas, porém esse número cresceu gradualmente até 28 canhões no decorrer da guerra, tanto em montagens triplas quanto duplas. A embarcação foi equipada com quinze tubos de torpedo de 610 milímetros arranjados em três lançadores quíntuplos, o maior número instalado em um navio japonês, fazendo do Shimakaze o contratorpedeiro mais poderoso da Marinha Imperial e um dos mais poderosos de toda a Segunda Guerra. Por fim, ele carregava entre dezoito e 36 cargas de profundidade para serem usadas em funções anti-submarino. A embarcação foi equipada com um radar Tipo 22, um dos primeiros contratorpedeiros japoneses a receber radar. Um novo radar Tipo 13 foi instalado durante uma reforma em junho de 1944.

## História
O batimento de quilha do Shimakaze ocorreu em 8 de agosto de 1941 no Arsenal Naval de Maizuru, na prefeitura de Quioto, e foi lançado ao mar em 18 de julho de 1942. Ele foi finalizado e comissionado no dia 10 de maio de 1943, sendo designado para servir na 1.ª Frota, com o comandante Hiromu Hirose como seu oficial comandante. A obra e entrada em serviço do contratorpedeiro foi atrasada e adiada pelo começo da Guerra do Pacífico, em que trabalhos de construção mais urgentes tomaram prioridade.
A primeira ação da embarcação foi entre julho e agosto de 1943, quando participou da evacuação de tropas do Exército Imperial Japonês da ilha Kiska, no final da campanha das Ilhas Aleutas. O navio atuou como a capitânia da força de escolta. O Shimakaze escoltou embarcações entre Yokosuka e Truk de setembro a outubro. Hirose foi substituído pelo comandante Hiroshi Uwai no dia 5 de outubro. Devido às ameaças de ataques aéreos norte-americanos, o navio escoltou a frota japonesa de Truk para Enewetak até o final do mês. Ele continuou a atuar como escolta a partir de Truk para Yokosuka, Rabaul, Saipan, Palau, Mindanau e Balikpapan até meados de janeiro de 1944.

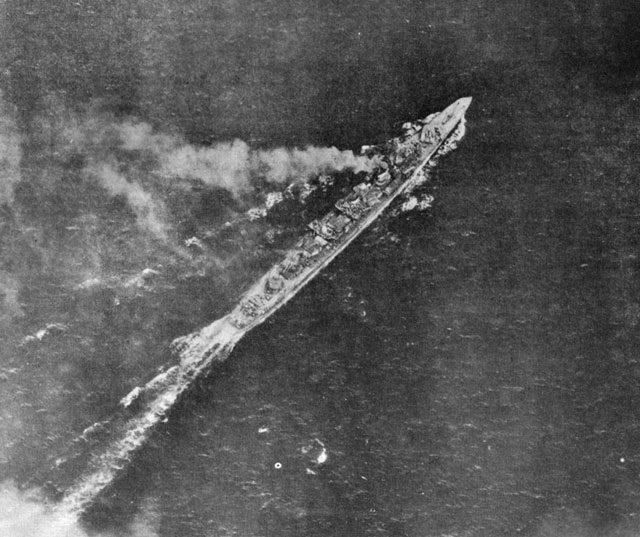
O Shimakaze na Batalha da Baía de Ormoc, 11 de novembro de 1944

O Shimakaze passou por reformas no Arsenal Naval de Kure de 17 de março a 12 de abril de 1944. Ele escoltou o couraçado Yamato e o cruzador pesado Maya de 20 de abril até 12 de junho de Kure a Manila, depois até Biak para a cobertura de uma evacuação abortada. O contratorpedeiro retornou para o Arsenal Naval de Kure logo em seguida a fim de passar por reparos e ter sua bateria antiaérea aprimorada. Ele escoltou transportes de tropas para Okinawa em julho e então seguiu para Lingga, chegando em Brunei no dia 20 de outubro.
A embarcação esteve presente na Batalha do Golfo de Leyte entre 23 e 25 de outubro, porém não desempenhou papel ativo no confronto, exceto por resgatar sobreviventes do Maya e do couraçado Musashi no dia 24. O Shimakaze ficou sobrecarregado com sobreviventes, assim permaneceu na retaguarda no decorrer da Batalha de Samar, ocorrida no dia seguinte. Ele sofreu pequenos danos infligidos por ataques aéreos e por uma leve colisão com o contratorpedeiro Akishimo. O navio voltou para Manila em 31 de outubro.
O Shimakaze foi designado em 4 de novembro para atuar como a capitânia do contra-almirante Mikio Hayakawa, o comandante da Esquadra de Contratorpedeiros 2. Foi designado para a escolta de comboios de tropas de Manila para Ormoc, nas Visayas Orientais. Ele foi atacado por aeronaves norte-americanas dos porta-aviões da Força Tarefa 38 em 11 de novembro, durante a Batalha da Baía de Ormoc. O Shimakaze foi incapacitado por vários quase acertos e metralhadas dos aviões no começo do confronto, ficando à deriva e queimando por horas até finalmente explodir e afundar à tarde. Não se sabe ao certo o número de sobreviventes, apenas que ao todo 131 marinheiros sobreviveram aos naufrágios do Shimakaze e do Wakatsuki, incluindo Uwai. Seus destroços foram encontrados em 1 de dezembro de 2017 pelo navio de pesquisa RV Petrel, estando a 218 metros de profundidade na Baía de Ormoc.